# Neastacilla californica
Neastacilla californica là một loài chân đều trong họ Arcturidae. Loài này được Boone miêu tả khoa học năm 1918.